# Шеретов, Эрнст Пантелеймонович
Эрнст Пантелеймонович Шеретов — советский и российский учёный в области масс-спектрометрии, доктор технических наук, профессор.

## Биография
Родился 19 апреля 1935 года.
Окончил Рязанский радиотехнический институт (1958) и аспирантуру физического факультета Московского государственного университета им. М. В. Ломоносова (1962—1964). В 1965 г. защитил кандидатскую диссертацию:
- Исследование электрического разряда с холодным катодом в скрещенных электрическом и магнитном полях в высоком вакууме : диссертация … кандидата физико-математических наук : 01.00.00. — Москва, 1965. — 158 с. : ил.

Работал в Рязанском радиотехническом институте ассистентом и старшим преподавателем, затем организовал и возглавил лабораторию масс-спектрометрии, в которой изучал физику процесса захвата заряженных частиц в трёхмерных ловушках в высоком вакууме и захвата ионов в трёхмерном высокочастотном поле.
Один из создателей первой в СССР трёхмерной ионной ловушки как масс-спектрометра (1967). Участвовал в разработке основ её общей теории, экспериментальных исследованиях различных модификаций таких приборов.
Результаты:
- разработка метода импульсного питания квадрупольных масс-спектрометров (1969);
- разработка режима масс-селективного вывода ионов из ионной ловушки (1970);
- создание общей теории построения электродных систем гиперболоидных масс-спектрометров (1976);
- создание первого в мире гиперболоидного масс-спектрометра типа трёхмерной ловушки с эллиптическими электродами (1978);
- создание первого в мире трёхмерного монопольного масс-спектрометра (1974);
- разработка метода ввода ионов извне в ионную ловушку в высоком вакууме и создание первого в мире трёхмерного масс-спектрометра типа трёхмерной ловушки с вводом ионов (1975).

В 1979 г. по приглашению Французского национального центра космических исследований KNES и Института геохимии и аналитической химии им. В. И. Вернадского АН СССР принял участие в международном космическом проекте «Венера-Галлей» («Вега»). Было предложено создать масс-спектрометр типа трёхмерной ловушки для анализа химического состава атмосферы планеты Венера на спускаемом аппарате межпланетной станции «Вега». К 1983 г. такой масс-спектрометр был создан («МС Малахит») и успешно отработал в атмосфере Венеры.
В 1980 г. защитил докторскую диссертацию по гиперболоидной масс-спектрометрии:
- Основы теории, исследование и разработка гиперболоидных масс-спектрометров : диссертация … доктора технических наук : 05.11.09. — Рязань, 1978. — 398 с. : ил.

С 1983 г. профессор, заведующий кафедрой «Общая и экспериментальная физика» РРИ. С 1991 по 1994 год — декан факультета электроники.
Награждён знаками «Почётный радист СССР», «Изобретатель СССР», медалью «За трудовое отличие».
Умер 23 сентября 2021 года.

## Сочинения
- Основные законы электромагнетизма : [Учеб. пособие] / Э. П. Шеретов; Рязан. радиотехн. ин-т. — Рязань: РРТИ, 1989. — 60 с. : ил.; 20 см.
- Шеретов Э. П., Весёлкин Н. В., Мамонтов Е. В. и д.р. Разработка и создание гиперболоидного масс-спектрометра для масс-селективной аппаратуры / 1С1: Отчёт о НИР № 08160002362 // Рязань, 1985. — 256 с.
- Шеретов Э. П., Колотилин Б. И., Мамонтов Е. В. и д.р. Исследование возможности создания серийно-способного масс-спектрометра типа трёхмерной ловушки / Отчёт о НИР №ГР01860133586 // Рязань, 1987. — 153 с.
- Шеретов Э. П., Колотилин Б. И., Мамонтов Е. В. и д.р. Исследование возможности создания ГМС для исследования космоса с космического аппарата / Отчёт о НИР №ГР01860109781 // Рязань, 1989. — 140 с.
- Шеретов Э. П., Колотилин Б. И., Мамонтов Е. В. и д.р. Разработка ГМС типа 3-х мерной ловушки для исследования газового состава собственной внешней, атмосферы изделий в натуральных условиях / Отчёт о НИР №ГР01870000920 // Рязань, 1991. — 162 с.
- Шеретов Э. П. Основы теории трёхмерной квадрупольной масс-спектрометрии ч. I, II // ЖТФ, 1979. — Т.49, вып 1. — С.34-46
- Шеретов Э. П. Квадрупольный масс-спектрометр с электродами в виде гиперболоидов // ЖТФ, 1978. — Т.48. вып 7. — С. 1360—1364
- Шеретов Э. П., Терентьев В. И. Основы теории квадрупольных масс-спектрометров при импульсном питании // ЖТФ, 1972. — Т.42. вып 5. — С.953-962
- Шеретов Э. П., Колотилин Б. И. Новый трёхмерный квадрупольный масс-спектрометр с непосредственным вводом ионов // Письма в ЖТФ. — 1975. — Т.1. — Вып. З.- С. 149—152
- Шеретов Э. П., Колотилин Б. И. К расчёту динамических зон захвата заряженных частиц для квадрупольных масс-спектрометров // ЖТФ, 1975. — № 2. — С.420-424